# 湯頓 (明尼蘇達州)
湯頓（英語：Taunton）是一個位於美國明尼蘇達州萊昂縣的城市。

## 歷史
隨著鐵路沿綫的發展，湯頓於1886年設立，兩年後設立營運至今的郵局，1900年升格為城市。此地得名自位於麻薩諸塞州的湯頓。

## 人口
根據2020年美國人口普查的數據，湯頓的面積為2.61平方千米，皆為陸地。當地共有人口136人，而人口密度為每平方千米52人。